# Renate Winter
Renate Winter (* 8. März 1944 in Wien) ist eine österreichische Richterin. Sie ist seit 2002 Richterin am Sondergerichtshof für Sierra Leone und war von 2008 bis 2010 Präsidentin dieses Sondergerichtshofes. Von Dezember 2016 bis 2018 saß sie dem Nachfolgegericht, dem Residual Special Court for Sierra Leone vor. Renate Winter gilt als Expertin in Fragen des Jugendstrafrechts, des Familienrechts sowie in Fragen von Kinder- und Frauenrechten, speziell in Zusammenhang mit kriegerischen Auseinandersetzungen.

## Leben
Renate Winter studierte von 1962 bis 1968 an der Universität Wien Rechtswissenschaften und Französisch als Dolmetschstudium. Nach Beendigung ihres Studiums begann sie die Ausbildung zur Richterin und war von 1981 bis 1996 als Richterin am Wiener Jugendgerichtshof tätig. Von 1996 bis 2000 war sie Beraterin der Vereinten Nationen in Wien zwecks Umsetzung der Kinderrechtskonvention in Entwicklungsländern. Von 2000 bis 2002 war sie als internationale Richterin bei der United Nations Interim Administration Mission in Kosovo tätig. 2002 wurde sie vom UN-Generalsekretär zur Richterin des Sondergerichtshofes für Sierra Leone ernannt. Von 2008 bis 2010 war sie Präsidentin dieses Gerichts. Renate Winter hat sich mit Kinderrechten beschäftigt und in den 1990er Jahren mehrere UN-Konferenzen zu diesem Thema geleitet. Im Dezember 2012 wurde sie für die Periode von vier Jahren in den UN-Kinderrechtsausschuss gewählt. Die Mitgliedschaft begann am 1. März 2013.

## Auszeichnungen
- 2017: Großes Goldenes Ehrenzeichen mit dem Stern für Verdienste um die Republik Österreich[6]
- 2018: Ehrenstaatsbürgerschaft der Republik Georgien[7]

## Schriften
- Mitautorin: Les Droits de l’Enfant. Douze récits pour ne pas s’endormir. Éditions Saint-Augustin u. a., Saint-Maurice u. a. 2004, ISBN 2-88011-347-4.
- Der Special Court for Sierra Leone. Ein Erfahrungsbericht. In: Frank Neubacher, Anne Klein (Hrsg.): Vom Recht der Macht zur Macht des Rechts? Interdisziplinäre Beiträge zur Zukunft internationaler Strafgerichte. (= Kölner kriminalwissenschaftliche Schriften. 48). Duncker & Humblot, Berlin 2006, ISBN 3-428-12166-X, S. 227–233.
- Bringing medical evidence of torture to international tribunals. In: Susanne Kjær, Asger Kjærum (Hrsg.): Shedding light on a dark practice. Using the Istanbul Protocol to document torture. International Rehabilitation Council for Torture Victims (IRCT), Kopenhagen 2009, ISBN 978-87-88882-21-6, S. 18–21.